# جون أليسون (شاعر)
جون أليسون (بالإنجليزية: John Allison)‏ هو شاعر نيوزيلندي، ولد في 1950.